# Primula beesiana
Primula beesiana là một loài thực vật có hoa trong họ Anh thảo. Loài này được Forrest miêu tả khoa học đầu tiên năm 1911.